# Pfeifergasse (Salzburg)
Die Pfeifergasse ist eine verwinkelte Gasse in der Altstadt von Salzburg. Sie führt vom Mozartplatz bis zum Kajetanerplatz und hieß früher nach den dort ebenfalls ansässigen Leinenwebern zeitweise auch Webergasse. Nur der östlichste Teil war früher als Kumpfmühlgasse bekannt. Die Pfeifergasse war die Gasse der Spielleute und Berufsmusiker. Unter Pfeifern waren nämlich Musiker (Spielleute) im Allgemeinen und Holzblasinstrumentenspieler im Städtischen Dienst im Besonderen zu verstehen. Die Aufsicht über die Pfeifer hatte ein „Spielgraf“, ein Amt, das in Salzburg zuerst im Jahr 1488 urkundlich erwähnt ist. Der Name leitet sich von Chunrat Amayßl ab, der Anfang des 16. Jahrhunderts Chef der Salzburger Stadtpfeifer war.

## Bekannte Gebäude

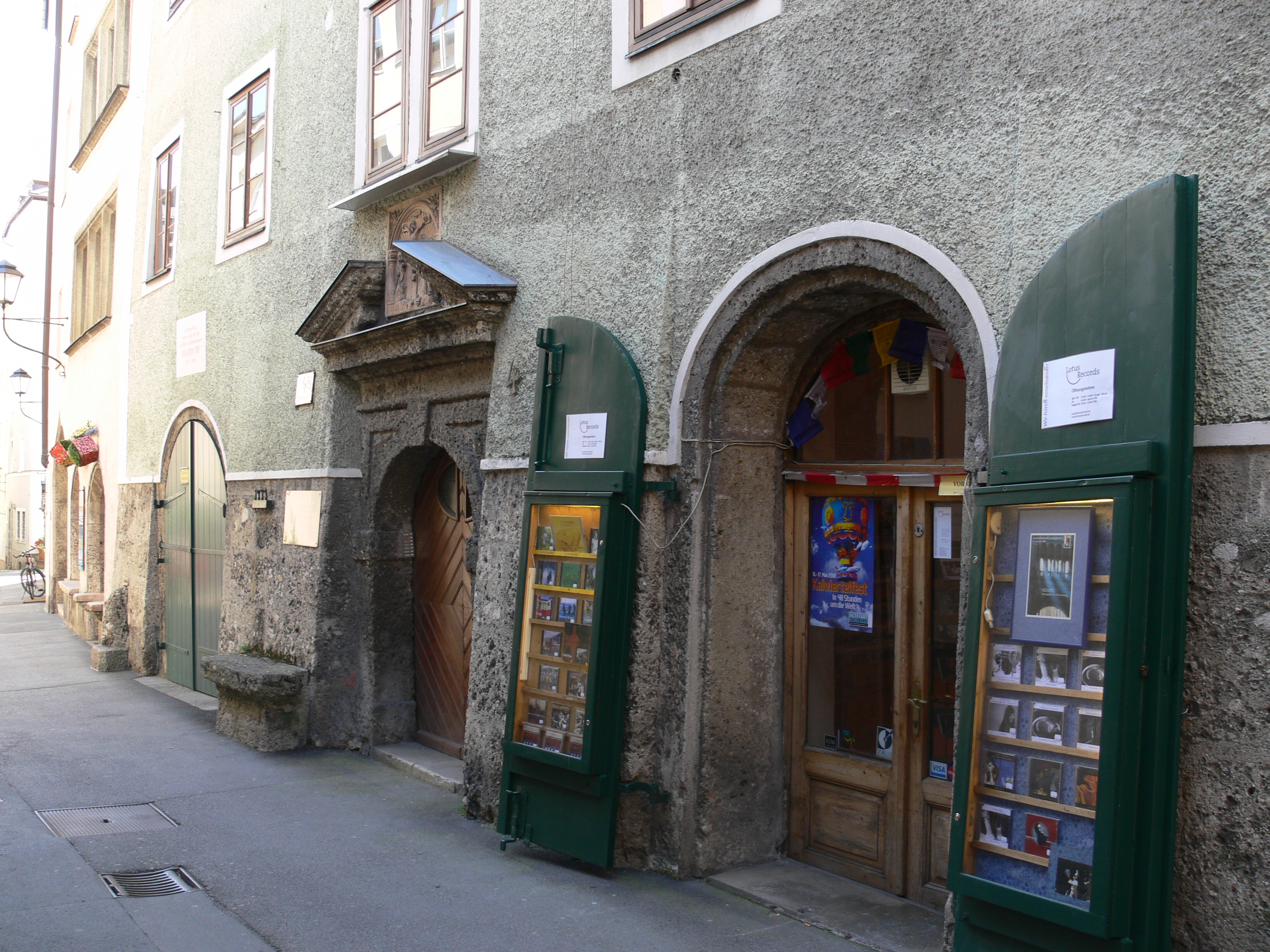
Stumpfeggerhaus

### Stumpfeggerhaus (Sebastian-Stief-Haus, Mauermeisterhaus)
(Pfeifergasse 4)
Dieses Haus, das zuerst anlässlich des Verkaufes an die Priesterbruderschaft 1438 erwähnt ist, befand sich 1680 im Eigentum des namhaften Baumeisters Sebastian Stumpfegger. Nach ihm folgten die früher ebenfalls sehr bekannten Maurermeister Heiß und Karlsdorfer als Eigentümer, 1858 ist der bekannte Maler Sebastian Stief Eigentümer. Das Marmorrelief über dem Eingangsportal zeigt die Kreuzigung Jesu (1530) und stammt vermutlich von einem Grabstein des nahen einstigen Domfriedhofes. Nach Sebastian Stief ist auch die nächstgelegene kleine Gasse benannt.

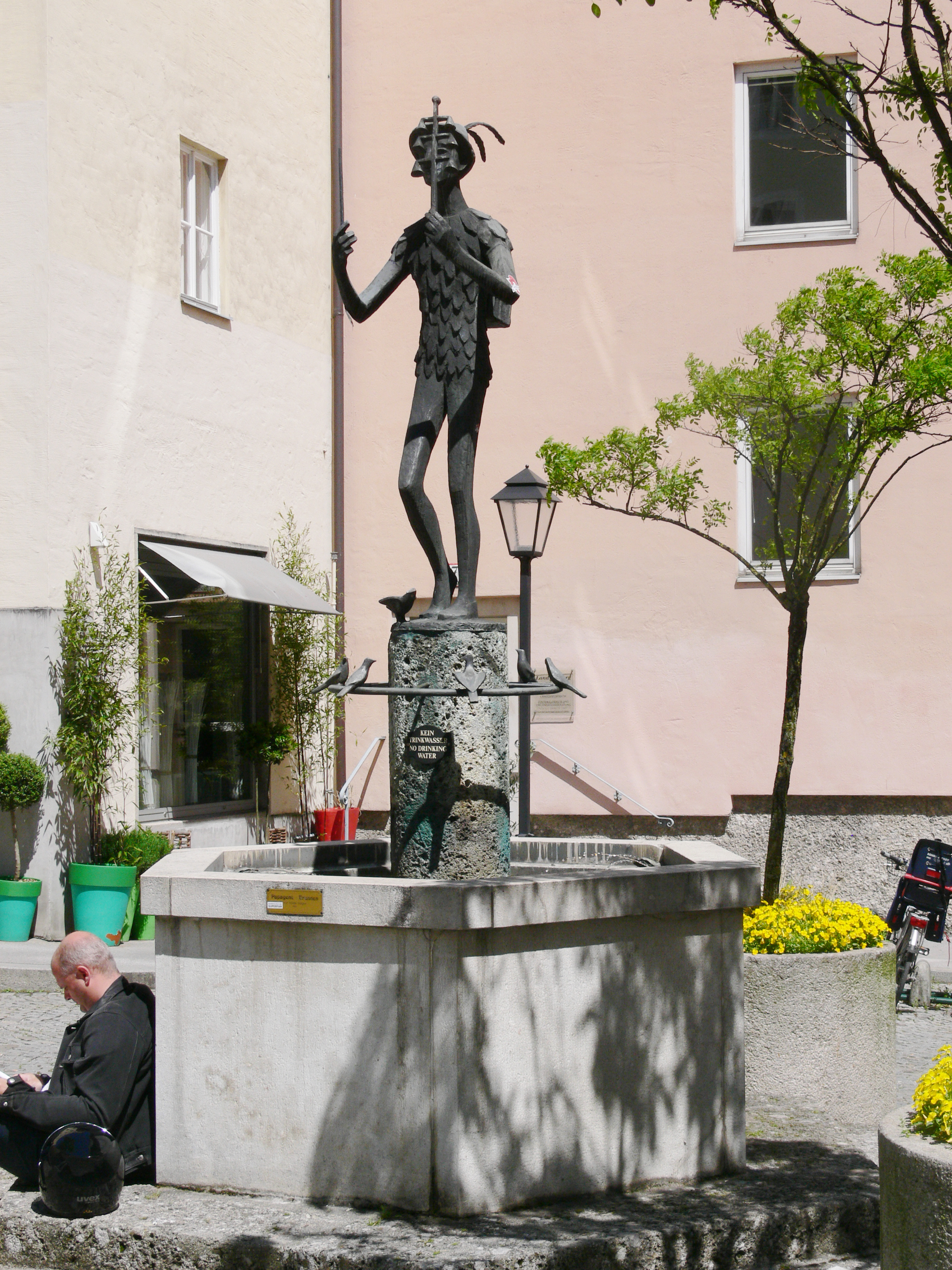
Papagenoplatz mit Papageno-Brunnen

### Papagenoplatz und Papageno-Brunnen
Der Papagenoplatz entstand durch schwere Bombentreffer am 16. Oktober 1944, als im Raum Pfeifergasse und Kaigasse 244 Tote zu beklagen waren. Heute steht dort ein Brunnen, den 1960 die Salzburger Bildhauerin Hilde Heger geschaffen hat. Den Brunnen schmückt eine Statue der volkstümlichsten Figur der Mozartopern: der Vogelfänger Papageno aus der Zauberflöte. Die Figur ist eng verwandt mit der alten Figur des Salzburger Hanswurst. Der bekannte Mozartinterpret und Salzburgkenner Bernhard Paumgartner zählte diesen Brunnen zu den lieblichsten Denkmälern der Stadt.

### Rapplbad
An der Stelle des nebenliegenden Hauses Nr. 9 befand sich einst das Raplbad (auch Rappelbad oder Altes Baderhaus), das urkundlich zuerst 1304 erwähnt ist, als der Bischof von Seckau das Bad samt Kumpfmühle dem Domkapitel schenkte. Der dort beschäftigte „Bader“ war Bademeister, Friseur und Arzt in einer Person. 1384 war hier ein Rappl als „Pader zu Salzburg“ tätig. Hier befand sich so auch eine wesentliche Arbeitsstätte von Paracelsus, der mit diesen Badern zusammenarbeitete. Jener Rapplbader, der im Testament von Paracelsus erwähnt wird, hieß mit Nachnamen ebenfalls Rappl, da die Familien Rappl über mehrere Generationen bis 1549 Besitzer des Bades waren. 1944 von amerikanischen Fliegerbomben arg beschädigt, wurde das Haus 1962–64 im damals zeitgemäßen Stil wieder aufgebaut, aber bald dem mittelalterlichen Bestand in der Fassadengestalt weitestgehend angeglichen.

### Kumpfmühlhaus
(Pfeifergasse 11)
Dieses Haus direkt an die Stadtmauer der zweiten Stadtbefestigung angebaut, ist in seiner mittelalterlichen Substanz besonders gut erhalten. Die Fenster besitzen teilweise noch originale gotische Laibungen. Die namensgebende Mühle, die schon im 14. Jahrhundert nachweisbar ist, wurde mit Wasser des Almkanals betrieben, der noch heute verrohrt unter dem Haus hindurchfließt. Die Mühle wurde bereits um 1000 erbaut und besaß ein unterschlächtiges Wasserrad, welches allgemein Kumpfmühlrad genannt war.
Hier lebte Theophrastus Bombastus von Hohenheim, genannt Paracelsus, vor seiner Flucht aus Salzburg 1525. Hinter dem großen, aber heute unscheinbaren Rundbogenportal des Hauses verbirgt sich der Rest eines einst prächtig ausgestalteten Salzburger Stadttores, das Kumpfmühltor (ein Tränktor mit Zugang zum Salzachufer) aus der Zeit der zweiten Stadtbefestigung. Dieses Tor besaß einst einen repräsentativ gestalteten zinnengekrönten Torturm. 1645 verschloss Paris Lodron dieses Tor, indem er eine neue stärkere Stadtmauer vorstellte. Heute findet sich aber in der Lodronschen Stadtmauer dort wieder eine kleine Türe. Wesentliche Teile des Tores samt Torturm wurden 1873 abgetragen.

### Zirkelwirt
(Pfeifergasse 14)
Ein Wirtshaus ist hier seit 1595 nachgewiesen, 1647 hieß das Lokal Gulden Zirkhl, 1686 beim Golden Zjerggl. Ausgeschenkt wurde wegen des erzbischöflichen Biermonopols Bier aus dem Kalten Brauhaus am Kai und später aus dem Hofbräu Kaltenhausen. Durch einen Bombenangriff am 16. Oktober 1944 wurde das Haus völlig zerstört, 1950 aber wieder aufgebaut und beherbergt heute wieder das Gastlokal Zirkelwirt.

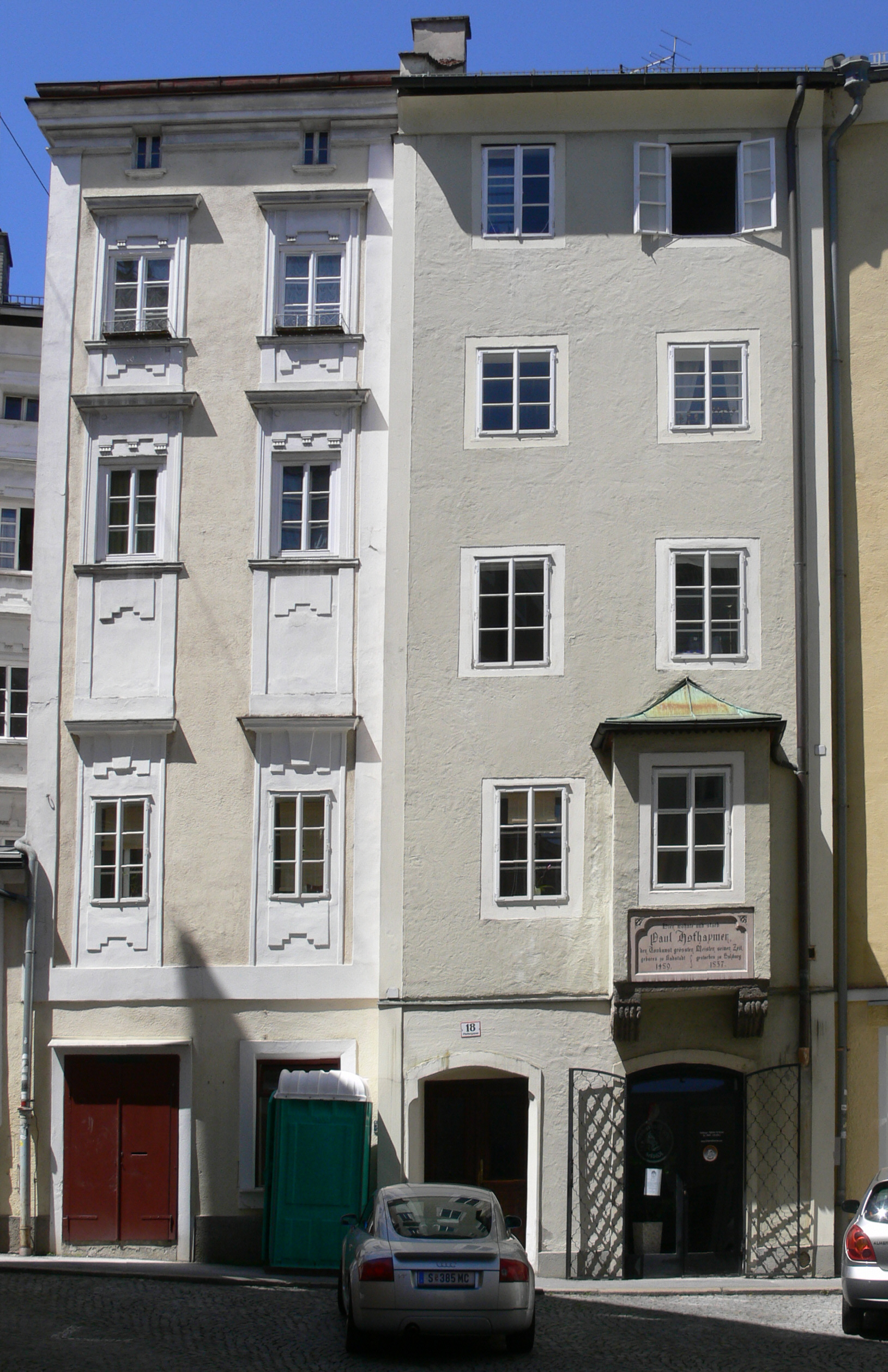
Hofhaimerhaus

### Hofhaimerhaus
(Pfeifergasse 18)
Hier lebte etwa 13 Jahre lang der Salzburger Komponist Paul Hofhaimer, ein Zeitgenosse von Paracelsus. Schon vor 1526 scheint hier der Organist und Komponist als Eigentümer auf, 1552 dessen Erben. 1556 sind der „Thumbkastner“ Adam Khapp und Katharina Hofhaymer Eigentümer. Bemerkenswert ist der breite Erker im ersten Stock auf barocken Volutenkonsolen. Dort ist auch eine Gedenktafel für den Komponisten angebracht, der in diesem Haus 1537 starb.